# Stazioni ferroviarie di Busto Arsizio
Le attuali stazioni ferroviarie della città di Busto Arsizio sono tre:
- la stazione del gruppo delle Ferrovie dello Stato;
- la stazione del Gruppo FNM;
- la stazione di Castellanza.

Ciascuna delle prime due ha sostituito una stazione precedente: rispettivamente la vecchia stazione delle ferrovie dello Stato e la vecchia stazione delle ferrovie Nord. Nel 2010 è stata aperta una nuova stazione (Castellanza), che è situata nella zona del sovrappasso dei binari delle ferrovie dello Stato su quelli delle ferrovie Nord. Con l'interramento della linea a Castellanza, che ha preceduto la costruzione della nuova stazione situata nel territorio di Busto Arsizio, è stata soppressa la fermata alla vecchia stazione di Castellanza di piazza XV Aprile.

## Vecchia stazione delle Ferrovie dello Stato

Vecchia stazione delle Ferrovie dello Stato

Mappa del nodo ferroviario dopo l'attivazione della nuova stazione, nel 1924

La vecchia stazione delle Ferrovie dello Stato era situata all'incrocio tra le attuali Viale Duca d'Aosta (dove era ubicata la sede dei binari) e Via XX Settembre. L'attivazione della diramazione per Busto Arsizio e Gallarate della linea ferroviaria per Novara, a partire dal tratto Milano-Rho (inaugurato dagli austriaci nel 1858), risale al 20 dicembre 1860. Restò attiva fino all'inizio del XX secolo, quando per motivi urbanistici si decise di spostare i binari, che precedentemente correvano nelle vicinanze del centro storico, al di fuori del centro abitato.
Precedentemente, la stazione era appartenuta all'Imperial-regia società privilegiata delle strade ferrate lombardo-venete e dell'Italia Centrale, alla Società anonima delle strade ferrate della Lombardia e dell'Italia Centrale, alla Società per le Ferrovie dell'Alta Italia e alla Società per le Strade Ferrate del Mediterraneo.
Il 21 ottobre 1887 fu aperto un raccordo con le Ferrovie Nord. I binari avevano la loro sede nell'attuale tracciato della via Molino.

## Stazione delle Ferrovie dello Stato

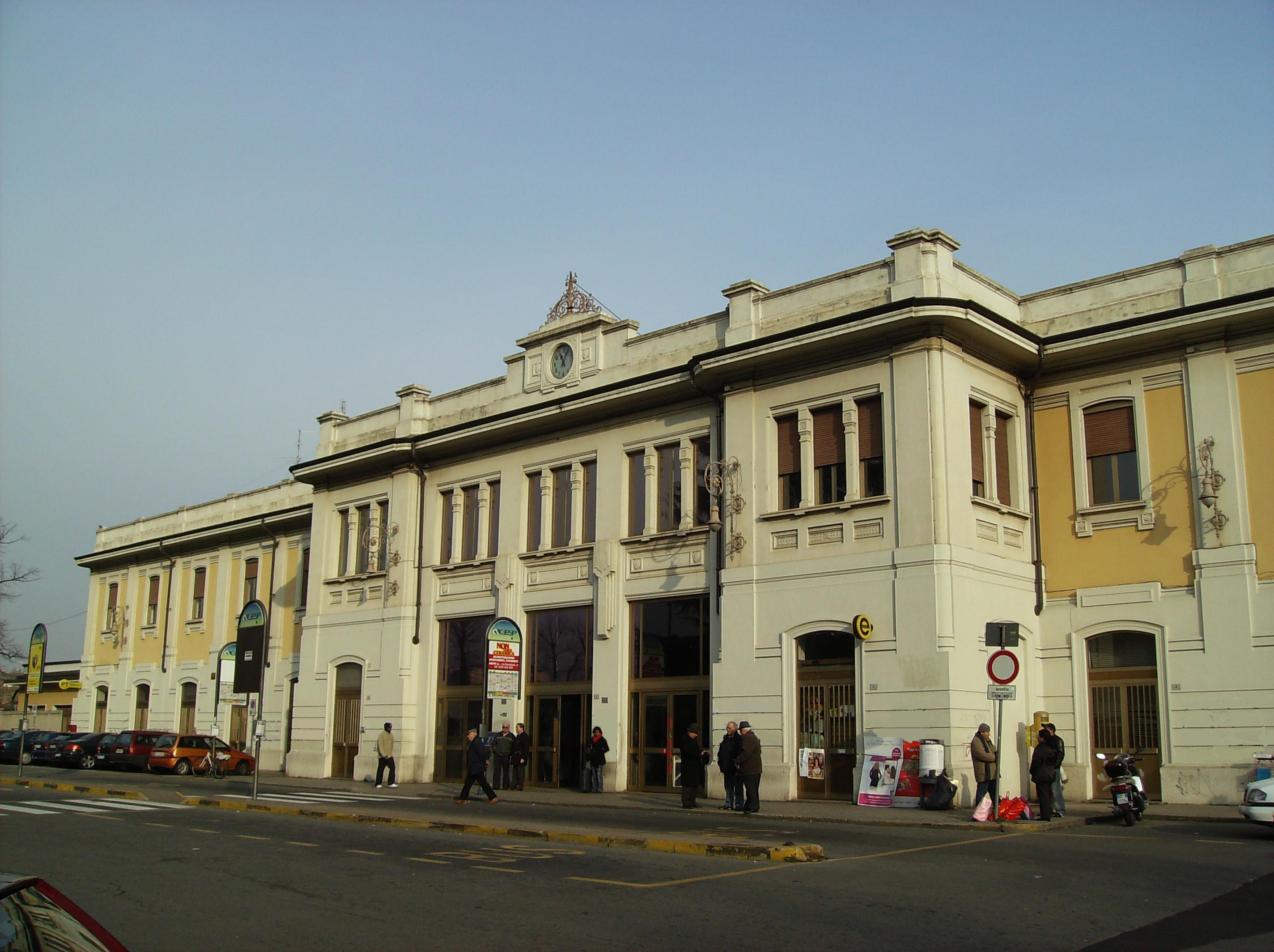
Stazione delle Ferrovie dello Stato

La nuova stazione è ubicata nella Piazza Volontari della Libertà, lungo l'antica Strada Garottola - diretta ad Olgiate Olona - ed è una stazione di superficie a 6 binari. Fu iniziata nel 1905 ed inaugurata il 26 ottobre 1924. Si trova più lontano dal centro storico di quanto fosse la stazione precedente.
È fermata per i treni regionali che servono le direttrici Domodossola-Arona-Milano Centrale e Varese-Milano Porta Garibaldi, nonché per la linea S5 del Servizio ferroviario suburbano di Milano e per la linea S50 della rete celere del Canton Ticino.
Dai binari della tratta per Gallarate parte una diramazione che serve il Terminal Hupac di Busto Arsizio.
Nel 2004 è stato inaugurato il sottopasso pedonale verso la Via Palermo. A partire dal 18 ottobre 2009 la stazione è collegata alla stazione FNM e all'aeroporto di Malpensa da una relazione regionale.

## Stazione delle Ferrovie Nord

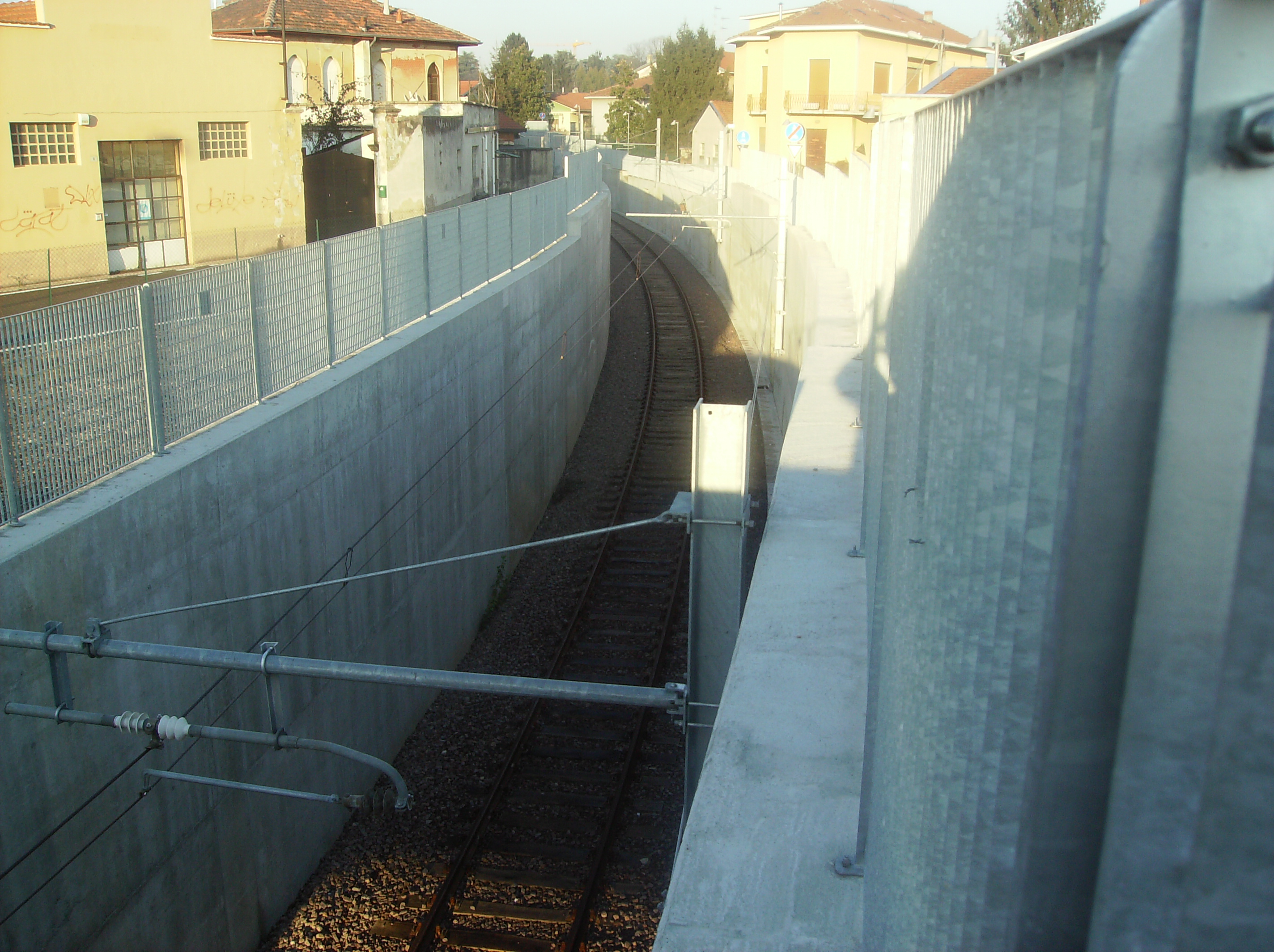
Raccordo X

La vecchia stazione delle Ferrovie Nord Milano era situata alla fine della via Ugo Foscolo.
L'amministrazione comunale della città, sul finire degli anni Ottanta, decise di interrare la linea ferroviaria. La vecchia stazione fu abbattuta per lasciare spazio a parcheggi.
La nuova stazione di Busto Arsizio delle Ferrovie Nord Milano è quindi interrata ed è stata costruita a circa 150 metri dalla vecchia.
Nel luglio 2006, ad alcune centinaia di metri dalla stazione, sono iniziati i lavori di raddoppio a raso della tratta Bivio Sacconago-Vanzaghello, di realizzazione degli impianti ferroviari di armamento, trazione elettrica, segnalamento e telecomunicazioni e di costruzione di un posto di movimento merci nella zona di Bivio Sacconago.
Con l'interramento della linea si rese inutilizzabile il raccordo tra la stazione FS di Busto e quella FNM di Busto. Alla fine degli anni 2000 sono stati ultimati i lavori per il ripristino di quello che fu battezzato raccordo X. Il raccordo viene utilizzato regolarmente dal 18 ottobre 2009, quando venne attivata la relazione Busto Arsizio RFI-Malpensa Aeroporto, successivamente sostituita dalla linea S30 (Bellinzona-Malpensa) e dal 2019 dai convogli della linea S50 (Bellinzona-Lugano-Mendrisio-Varese-Gallarate-Malpensa Aeroporto T2).
È in progetto anche il raccordo Y, che collegherà la stazione di Busto Arsizio Nord con la stazione di Legnano RFI, permettendo così un nuovo itinerario tra Malpensa e Milano, particolarmente utile per accorciare drasticamente i tempi di percorrenza tra l'aeroporto e la stazione di Rho Fiera.

## Stazione di Castellanza
La nuova stazione è attiva dal gennaio 2010 e sostituisce quella vecchia, che si trovava nel comune di Castellanza.
La stazione sorta sul territorio di Busto Arsizio in corrispondenza del sovrappasso dei binari delle Ferrovie dello Stato su quelli delle Ferrovie Nord è parte di un progetto che prevede l'intercambio di treni passeggeri e merci tra le due linee e il collegamento della stazione Centrale di Milano con l'aeroporto internazionale di Malpensa. Esiste anche un raccordo di collegamento tra la stazione RFI di Busto Arsizio e la nuova stazione FNM di Busto-Castellanza, detto raccordo Z. L'attivazione, inizialmente prevista per dicembre 2014, e poi posticipata di due anni, non è mai stata fatta.